# دره وایومینگ
درهٔ وایومینگ(به انگلیسی: Wyoming Valley) نام منطقه‌ای است در شمال خاوری پنسیلوانیا. این دره به شکل هلال فشرده‌ای است که به رشته‌کوه آپالیشین پیوسته باشد. 
نام این دره ریشه در زبان مانسی دارد و به معنای در پهنهٔ رود بزرگ است. این دره در جریان انقلاب آمریکا صحنهٔ نبرد وایومینگ بود. 